# 3139 Shantou
3139 Shantou eller 1980 VL1 är en asteroid i huvudbältet som upptäcktes den 11 november 1980 av Purple Mountain-observatoriet i Nanjing, Kina. Den är uppkallad efter den kinesiska staden Shantou.
Asteroiden har en diameter på ungefär 36 kilometer och den tillhör asteroidgruppen Alauda.